# Carex huehueteca
Carex huehueteca är en halvgräsart som beskrevs av Paul Carpenter Standley och Julian Alfred Steyermark. Carex huehueteca ingår i släktet starrar, och familjen halvgräs. Inga underarter finns listade i Catalogue of Life.